# Jüdische Gemeinde Landau (Bad Arolsen)
Die Jüdische Gemeinde Landau in der kleinen Stadt Landau/Waldeck im nordhessischen Landkreis Waldeck-Frankenberg bestand vom 16. Jahrhundert bis nach 1933.

## Gemeindeentwicklung
Bereits im 16. und 17. Jahrhundert lebten die ersten Juden in Landau/Waldeck. 1541 wird ein „Juddenhaus“ genannt. In der zweiten Hälfte des 18. Jahrhunderts, in den Jahren 1776 und 1778, kamen fünf weitere Familien hinzu. Anfang des 19. Jahrhunderts, 1802, wuchs die Gemeinde um drei sogenannte Schutzjuden mit ihren Familien. Den stärksten Zuwachs verzeichnete die Gemeinde in der zweiten Hälfte des 19. Jahrhunderts, als zehn bis zwölf neue Familien in den Ort zogen. Sie lebten vom Geld-, Textil-, Futter- und Düngemittelhandel. Die meisten Familien verließen um 1900 Landau: einige wanderten aus, andere zogen in die Pfalz, wo sie bessere Erwerbsmöglichkeiten fanden. 1905 hatte Landau nur noch 14 jüdische Einwohner.
An Einrichtungen bestanden eine Synagoge, eine Religionsschule und ein rituelles Bad (Mikwe). Die Gemeinde besaß einen eigenen Friedhof.
Der nach Amerika ausgewanderte Herr Schönstädt gründete 1924, bei einem Besuch seiner ehemaligen Heimatstadt, eine Stiftung. Die Volksschule Landau erhielt von ihm einen Betrag von 200 Dollar und jährlich, zu Weihnachten, stiftete er weitere 50 Dollar. Die Stiftungsgelder wurden unter anderem für Ausflüge und Weihnachtsgeschenke verwandt, darüber hinaus sollten die besten Schüler eines Jahrgangs einen Preis bei ihrer Schulentlassung erhalten. 1933 verweigerte die Schulleitung die Annahme des Geldes; damit erlosch die Stiftung.
Um 1924 gab es noch neun Gemeindemitglieder, 1933 noch fünf. Gemeindevorsteher war Levie Alexander, der dieses Amt 1924 und auch noch 1932 innehatte.

## Synagoge
Ein Betraum bestand schon gegen Ende des 18. Jahrhunderts, vermutlich in einem Privathaus. 1837 erbaute man die Synagoge auf der Heide (heute Heidestraße). Nach bisherigen Erkenntnissen befanden sich die Religionsschule und das rituelle Bad im selben Gebäude. Da 1932 nur noch fünf jüdische Einwohner im Ort lebten, verkaufte man das Gebäude zum Abbruch.

## Jüdischer Friedhof
Im Jahr 1779 erwarb die jüdische Gemeinde ein 11,05 ar großes Areal und legte dort einen Friedhof an. Der Flurname wird seitdem als „Jüddengrund“ bezeichnet. Heute sind noch 41 Grabsteine (Mazewot) vorhanden. Der überwiegende Teil trägt hebräische Inschriften, wobei 15 auch eine zusätzliche deutsche Beschriftung tragen. Der Friedhof wurde bis in die 1930er Jahre belegt. Er befindet sich östlich des Ortes an einem steilen Hang. Man erreicht ihn über den Tiefenholer Weg. (Um den Friedhof zu erreichen muss eine Wiese überquert werden.)
Adorf (Diemelsee) |
Altenlotheim |
Bad Arolsen |
Bad Wildungen |
Battenfeld |
Bergheim (Edertal) |
Eimelrod |
Frankenberg (Eder) |
Frankenau |
Frohnhausen (Battenberg) |
Gemünden (Wohra) |
Goddelsheim |
Grüsen |
Höringhausen |
Korbach |
Landau (Bad Arolsen) |
Mengeringhausen |
Rhoden |
Sachsenhausen (Waldeck) |
Vöhl |
Volkmarsen |
Waldeck

## Ende der Gemeinde
Julius und Rosalie Frohsinn, Fanni und Levie Alexander sowie Simon Kaufman lebten 1933 noch in Landau. Weitere Informationen zu ihrem Verbleib konnten bisher nicht gefunden werden. Eine Zuordnung der NS-Opfer ist nach den Listen von Yad Vashem, Jerusalem, oder nach dem „Gedenkbuch – Opfer der Verfolgung der Juden unter der nationalsozialistischen Gewaltherrschaft in Deutschland 1933-1945“ nicht möglich, da es mehrere Orte mit dem Namen Landau gibt.